# قلعه ده علی
قلعه ده علی مربوط به دوره صفوی است و در شهرستان کوهبنان، بخش مرکزی، دهستان خرمدشت، روستای ده علی واقع شده و این اثر در تاریخ ۷ اسفند ۱۳۸۶ با شمارهٔ ثبت ۲۱۴۹۰ به‌عنوان یکی از آثار ملی ایران به ثبت رسیده است.